# Unión San Felipe
Club de Deportes Unión San Felipe – chilijski klub piłkarski z siedzibą w mieście San Felipe. Głównym rywalem klubu w regionie jest CD Trasandino.

## Osiągnięcia

### Krajowe
- Primera División

| zwycięstwo (1):     | 1971 |
| drugie miejsce (0): | –    |

- Copa Chile

| zwycięstwo (1):     | 2009 |
| drugie miejsce (0): | –    |

## Historia
Klub założony został 16 października 1956. W roku 1970 klub wygrał drugą ligę i uzyskał awans do pierwszej. W następnym roku z marszu zdobył tytuł mistrza Chile. Jednak zamiast kolejnych sukcesów w następnych latach zespół błąkał się w dole tabeli, by już w 1974 roku spaść do drugiej ligi. Później w 1982 znów awansował, potem spadł, i taki charakter klub zachowuje do dziś, będąc klubem na pograniczu ligi pierwszej i drugiej. Obecnie Unión San Felipe występuje w drugiej lidze.

## Stadion
Klub rozgrywa swoje mecze domowe na stadionie Estadio Municipal de San Felipe mogącym pomieścić 13162 widzów. Stadion został oddany do użytku dnia 1 listopada 1957 roku.